# Buddhista szójegyzék
Ez egy dinamikus lista, amelynek teljessége talán soha nem fogja tudni kielégíteni maradéktalanul mindenki igényeit. Megbízható források használata mellett te is segíthetsz a szócikk bővítésében.
A buddhista szójegyzékben található több buddhista fogalomra és koncepcióra nem létezik megfelelő magyar fordítás, amely visszaadná az eredeti értelmet. A cikkben szereplő buddhista fogalmak mellett szerepelnek az eredeti nyelvű elnevezések és a rövid meghatározások is.
A cikkben feltüntetett nyelvek:
- angol – angol
- páli: théraváda buddhizmus
- szanszkrit: elsősorban mahájána buddhizmus
- burmai: buddhizmus Burmában
- khmer: théraváda buddhizmus
- mon: théraváda buddhizmus
- mongol: mongol buddhizmus
- shan: théraváda buddhizmus
- tibeti: tibeti buddhizmus
- thai: théraváda buddhizmus
- kínai: kínai buddhizmus
- japán: japán buddhizmus
- koreai: koreai buddhizmus
- vietnámi: vietnámi buddhizmus

## A
| Meghatározás | Etimológia | Más nyelveken |
| --- | --- | --- |
| abhidhamma – Buddhista tanításokat tartalmazó művek egy csoportja, amely a világ jelenségeinek absztrakt leírását igyekszik rendszerbe foglalni. | - abhi jelentése "fent" vagy "-ról, -ről", dhamma jelentése "tanítás" - páli: abhidhamma - szanszkrit: abhidharma - khmer: អភិធម្ម | - burmai: အဘိဓမ္မာ abhidhamma (əbḭdəmà) - tib: ཆོས་མངོན་པ chos mngon pa - mongol: их ном, билиг ухаан; ikh nom, bilig ukhaan - thai: อภิธรรม a-pi-tam - 阿毘達磨／阿毗昙 - kínai: Āpídámó - japán: Abidatsuma - koreai: 아비달마, Abidalma - vietnámi: a-tì-đạt-ma                                                                                          |
| Abhidhamma-pitaka – A páli kánon harmadik kosara, a tanok felosztása szisztematikus módon. | - páli: Abhidhamma-piṭaka - szanszkrit: Abhidharma-piṭaka                                                                        | - burmai: အဘိဓမ္မာပိဋကတ် Abidhamma Pitakat (əbḭdamà pḭdəɡaʔ) - mon: အဘိဓဝ်ပိတကတ (əpʰìʔtʰò pɔeʔtəkɔt) - thai: อภิธรรมปิฎก a-pi-tam-pi-dok - 論藏, 論蔵 - kínai: Lùnzàng - japán: Ronzō - koreai: 논장, Nonjang - vietnámi: Luận tạng, Tạng luận, tạng thứ ba trong ba tạng là kinh, luật và luận - mongol: Илт ном, Ilt nom                                      |
| ácsárja – szó szerint: "tanító", a papnövendékek egyik tanítója – a másik tanító neve upádhjája | - páli: ācariya - szanszkrit: ācārya                                                                                             | - burmai: ဆရာ szaja (sʰəjà) - shan: ဢႃႇၸရီႉယႃႉ atsariya (ʔaː˨ tsa˩ ri˥ jaː˥) - thai: อาจารย์ ajahn - 阿闍梨 vagy 阿闍梨耶 - kínai: āshélí vagy āshélíyē - japán: ajari vagy ajariya - koreai: 아사리, asari vagy 아사리야 asariya - vietnámi: a-xà-lê vagy a-xà-lê-da                                                                                         |
| adhitthána – eltökéltség, imádkozik, kíván | - páli: Adhiṭṭhāna - szanszkrit:                                                                                                 | - burmai: အဓိဋ္ဌာန် (ədeɪʔtʰàɴ) - thai: อธิษฐาน ah-tid-taan - 決心 vagy 決意 - kínai: Juéxīn, juéyì - japán: kesshin - koreai: 결심, gyeolsim vagy 결의, gyeolui - vietnámi: |
| ágama – a Szútra-pitaka nem-mahájána felosztása | - szanszkrit: Āgama | - páli: Āgama (de általában az elnevezése nikája) - 阿含 - kínai: Āhán - japán: Agon - koreai: 아함, Aham - vietnámi: A-hàm |
| ahimsza – Az erőszakmentesség és az élet minden formája felé mutatott tisztelet mellett való elköteleződés. Az ahimszá gyakorlói gyakran vegetáriánusok vagy vegánok. | - szanszkrit: ahiṃsā - páli: ahiṃsā                                                                                              | - thai: อหิงสา 'ah-hing-sa' - 不害 - kínai: bù hài - japán: fugai - koreai: 불해, bulhae - vietnámi: bất hại |
| aksobhja | - szanszkrit: Akṣobhya | - mongol: ᠬᠥᠳᠡᠯᠦᠰᠢ ᠦᠭᠡᠢ᠂ ᠦᠯᠦ ᠬᠥᠳᠡᠯᠦᠭᠴᠢ; Үл Хөдлөгч, Хөдөлшгүй; - 阿閦如來 - kínai: Āchùrúlái - japán: Ashuku Nyorai Ködelüsi ügei, Ülü hödelügci |
| álaja-vidzsnyána – lásd nyolcfajta tudatosság | - szanszkrit: ālayavijñāna | - tib: ཀུན་གཞི་རྣམ་པར་ཤེས་པ་ kun gzhi rnam par shes pa - 阿賴耶識, 阿頼耶識 - kínai: ālàiyēshí - japán: araya-shiki - koreai: 아뢰야식, aroeyasik - vietnámi: a-lại-da thức |
| Amitábha – szó szerint a "Buddha végtelen fénye". A Tiszta Föld iskola fő Buddhája, de népszerű a mahájána irányzatban is. A kép fényből van, amely a bölcsesség formája – amely forma nélküli. Másik értelmezése: a Tathágata akadálytalan fénye, amely áthatol a tíz negyeden (Tan Luan, Shinran és más szerzetesek szerint). | - szanszkrit: amitābha (szó szerint: "határtalan fény") és amitāyus (szó szerint: "határtalan élet")                             | - 阿彌陀 vagy 阿彌陀佛, 阿弥陀 vagy 阿弥陀仏 - kínai: Ēmítuó vagy Ēmítuó fó - japán: Amida vagy Amida-butsu - koreai: 아미타, Amita vagy 아미타불, Amitabul - vietnámi: A-Di-Đà, A-Di-Đà Phật, vagy Phật A-Di-Đà - tib: འོད་དཔག་མེད། - mongol: ᠠᠮᠢᠨᠳᠠᠸᠠ᠂ ᠴᠠᠭᠯᠠᠰᠢ ᠦᠭᠡᠢ ᠭᠡᠷᠡᠯᠲᠦ; Аминдаваа, Цаглашгүй гэрэлт; Amindava, Tsaglasi ügei gereltü             |
| Amóghasziddhi | - szanszkrit: Amoghasiddhi | - tib: Dön yö drub pa - mongol: ᠲᠡᠭᠦᠰ ᠨᠥᠭᠴᠢᠭᠰᠡᠨ᠂ ᠦᠢᠢᠯᠡ ᠪᠦᠲᠦᠭᠡ᠋᠌᠋᠋ᠺᠴᠢ; Төгс Нөгчигсөн, Үйл Бүтээгч; Tegüs nögcigsen, Üyile Bütügegci |
| anágárika – A théraváda hagyományban egy fehér ruhás tanítvány, aki hónapokon át várakozik, hogy felvételt nyerjen papnövendékként (Srámanéra). | - páli: anāgarika | - thai: อนาคาริก a-na-ka-rik |
| ánápánaszati – Tudatos légzés meditáció. | - páli: ánápánaszati - szanszkrit: ānāpānasmṛti - burmai: အာနာပါန anapana (ànàpàna̰)                                                 | |
| anatta – Az én-nélküliség fogalma, amely szerint minden jelenség mentes a független "én" természetétől. A dolgok csak más dolgok függvényében léteznek. | - páli: anattā - szanszkrit: anātman                                                                                             | - burmai: အနတ္တ anatta (ənaʔta̰) - shan: ဢၼတ်ႉတႃႉ (ʔa˩ nat˥ taː˥) - 無我 - kínai: wúwǒ - japán: muga - koreai: 무아, mua - vietnámi: vô ngã |
| aniccsa – Állandótlanság, mulandóság | - páli: anicca - szanszkrit: anitya                                                                                              | - burmai: အနိစ္စ aneissa (əneɪʔsa̰) - shan: ဢၼိၵ်ႈၸႃႉ (ʔa˩ nik˧ tsaː˥) - 無常 - kínai: wúcháng - japán: mujō - koreai: 무상, musang - vietnámi: vô thường |
| anuttara – Felül nem múlható tökéletes megvilágosodás. Az anuttara tantrák közé tartoznak a jogottara, a pradzsna, a kálacsakra tantra. | - páli: anuttara - szanszkrit: anuttara                                                                                          | - 阿耨多羅／阿耨多罗 (無上／无上) - kínai: Ānòuduōluó ("wǔshàng") - japán: anokutara - koreai: 아뇩다라, anyokdara - vietnámi: A-nậu-đà-la (vô thượng) - Fi: Ylittämätön |
| anuttara szamjak szambodhi – felülmúlhatatlan, teljes, tökéletes megvilágosodás. | - páli: - szanszkrit: | - tib: , - thai: อรหันต์ uh-ra-hann - 阿耨多罗三藐三菩提 (vagy 無上正等正覺) - kínai: ānòuduōluó sānmiǎosānpútí (vagy wúshàng zhèngděng zhèngjué) - japán: anokutara sanmyakusanbodai - koreai: 아뇩다라삼먁삼보리, Anyokdara sammyak sambori - vietnámi: A-nậu-đà-la tam-miệu tam-bồ-đề, Vô-thượng chánh-đẳng chánh-giác, Sáng-suốt giác-ngộ hoàn-toàn |
| arhat – szó szerint: "az érdemes". Élő személy, aki elérte a megvilágosodás szintjét. | - páli: arahat vagy arahant - szanszkrit: arhat vagy arhant                                                                      | - burmai: ရဟန္တာ yahanda (jaháɴdà) - shan: ရႁၢၼ်းတႃႇ rahanta (ra˩ haːn˦ taː˨) - tib: དགྲ་ཅོམ་པ་, dgra com pa - mongol: архад, arkhad - 阿羅漢 - kínai: āluóhàn - japán: arakan - koreai: 아라한, arahan - vietnámi: a-la-hán |
| Átadási vonal – A dharma tanítások hivatalos, történelmi átadási hagyományvonala, amely tanítóról száll tanítványra. | | - 傳承 |
| átman – szó szerint: "önvaló", néha "lélek" vagy "ego". A buddhizmusban a fő tanítás szerint nem létezik az állandó lélek, amely csak a nem tudás által létrejött képzet eredménye, amely a szamszára okozója. | - páli: atta - szanszkrit: ātman                                                                                                 | - burmai: အတ္တ atta (aʔta̰) - 我 - kínai: wǒ - japán: ga - koreai: 아, a - vietnámi: ngã |
| Avalókitésvara – szó szerint: "aki hallja a világ szenvedő sírását". Az együttérzés bodhiszattvája (lásd még: Kannon) | - szanszkrit: Avalokiteśvara - burmai: လောကနတ် lawka nat (lɔ́ka̰ naʔ)                                                                 | - tib: སྤྱན་རས་གཟིགས་ spyan ras gzigs - mongol: Жанрайсиг, Janraisig - 觀世音 vagy 觀音 - kínai: Guānshì Yīn vagy Guān Yīn - japán: Kanzeon vagy Kannon - koreai: 관세음, Gwanse-eum vagy 관음, Gwaneum - vietnámi: "Quan Thế Âm Bồ Tát" , "Quán Thế Âm Bồ Tát' vagy "Quan Âm"                                                                           |
| avidja – "tévelygés" vagy "nem-tudás" | - szanszkrit: avidyā | - páli: avijjā - burmai: အဝိဇ္ဇာ aweizza (əweɪʔ zà) - shan: ဢဝိၵ်ႉၸႃႇ awitsa (ʔa wik˥ tsaː˨) - thai: อวิชชา aa-wit-sha - tib: མ་རིག་པ་ ma rig-pa - 無明 - kínai: wúmíng - japán: mumyō - koreai: 무명, mumyeong - vietnámi: vô minh |

| Tartalomjegyzék                                                 |
| --------------------------------------------------------------- |
| Elejére 0–9 A B C D E F G H I J K L M N O P Q R S T U V W X Y Z |

## B
| Meghatározás | Etimológia                                                                             | Más nyelveken |
| --- | -------------------------------------------------------------------------------------- | --- |
| bardo – szó szerint: "köztes állapot" vagy "köztes létállapot". A tibeti hagyományban a két élet közötti állapotot jelöli. | - tib: བར་མ་དོའི་སྲིད་པ་ bar ma do'i srid pa                                               | - szanszkrit: antarābhava - mongol: зуурд, zuurd - 中有,中陰身 - kínai: zhongyǒu - japán: chūu - koreai: 중유 jungyu vagy 바르도 bareudo - vietnámi: trung hữu, trung ấm thân, thân trung-ấm |
| bhavacsakra/bhavacsakka – A szamszára kör alakú ábrázolása, más néven a létesülés kereke vagy létkerék. | - páli: bhavacakka - szanszkrit: bhava-cakra                                           | - burmai: ဘဝစက် bawa set (bəwa̰ sɛʔ\|IPA) - Mon: ဘဝစက်, (həwɛ̀ʔ cɛk) - shan: ၽဝႃႉၸၢၵ်ႈ (pʰa˩ waː˥ tsaːk˧\|) - tib: སྲིད་པའི་འཁོར་ལ - mongol: Орчлонгийн хүрдэн, Orchlongiin khurden - 有輪 - kínai: yǒulún - japán: ariwa - koreai: 유륜, yuryun - vietnámi: hữu luân                                               |
| bhante – Tisztelet kifejező szótag, amely a buddhista szerzeteseknek jár a théraváda hagyományban. Bhante – szó szerint "Tiszteletreméltó úr." | - páli                                                                                 | - burmai: ဘန္တေ bhante (bàɴdè) |
| bhava – létesülés, lét, létezés – A pratítja-szamutpáda tizedik láncszeme | - páli, szanszkrit: bhava                                                              | - burmai: ဘဝ bawa (bəwa̰) - Mon: ဘဝ (həwɛ̀ʔ\|) - shan: ၽဝႃႉ (pʰa˩ waː˥) - thai: ภาวะ pa-wah - 有(十二因緣) - kínai: yǒu - japán: u - koreai: 유, yu - vietnámi: hữu (thập nhị nhân duyên) |
| bhikkhu/bhikshu – szó szerint: "koldus". Buddhista szerzetes, pap. | - páli: bhikkhu - szanszkrit: bhikṣu                                                   | - burmai: ဘိက္ခု bheikkhu (beɪʔkʰù) - shan: ၽိၵ်ႈၶူႇ ([pʰik˧ kʰu˨]) - tib: དགེ་སློང་ dge slong - mongol: гэлэн, gelen - thai: ภิกขุ bhikku - 比丘 - kínai: bǐ qiū - japán: biku - koreai: 비구, bigu vagy 스님 seunim, also 중, jung (pejoratív) - vietnámi: tỉ-khâu, tỉ-khưu vagy tì-kheo, tăng                    |
| bhikkhuni/bhikshuni – Buddhista apáca, papnő. | - a bhikkhu szóból - páli: bhikkhuni - szanszkrit: bhikṣuni                            | - burmai: ဘိက္ခုနီ bheikkhuni (beɪʔkʰùnì) - shan: ၽိၵ်ႈၶူႇၼီႇ}} (pʰik˧ kʰu˨ ni˨) - tib: དགེ་སློང་མ་ sde slong ma - mongol: гэлэнмаа, gelenmaa - thai: ภิกษุณี bhiksuni - 比丘尼 - kínai: bǐqiūní - japán: bikuni - koreai: 비구니, biguni, 여승 (女僧), yeoseung - vietnámi: tỉ-khâu-ni, tỉ-khưu-ni vagy tì-kheo-ni, ni |
| bídzsa – szó szerint: "mag". A dolgok vagy okok eredetének metaforája, amelyet a jógácsára iskola tanításaiban használnak | - szanszkrit: bīja                                                                     | - burmai: ဗီဇ biza (bì za̰) - 種子 - kínai: zhŏngzi - japán: shūji - koreai: 종자, jongja - vietnámi: chủng tử, hạt giống, hột giống |
| bodhi – felébredés, megvilágosodás | - páli, szanszkrit: bodhi                                                              | - burmai: ဗောဓိ bawdhi (bɔ́dḭ\|IPA) - shan: ပေႃးထီႉ ([pɔ˦ tʰi˥]) - thai: โพธิ์ poe - tib: བྱང་ཆུབ byang chub - mongol: бодь, bodi - 菩提 - kínai: pútí - japán: bodai - koreai: 보리, bori - vietnámi: bồ-đề, giác, giác ngộ                                                                                        |
| Bódhifa – A szent fügefa (Ficus religiosa), amely alatt Gautama Sziddhártha elérte a megvilágosodást | - a fent említett bodhi szóból                                                         | - burmai: ဗောဓိညောင် bawdhi nyaung (bɔ́ dḭ ɲàʊɴ) - shan: ၺွင်ႇပေႃးထီႉ (IPA-shn\|ɲɔŋ˨ pɔ˦ tʰi˥\|) - 菩提樹 - kínai: Pútíshù - japán: Bodaiju - koreai: 보리수, Borisu - vietnámi: Bồ-đề thụ, Bồ-đề thọ, cây Bồ-đề |
| bódhicsitta – A bódhiszattva motivációja. | - páli, szanszkrit: bodhicitta                                                         | - burmai: ဗောဓိစိတ္တ bawdhi seitta (bɔ́dḭ seɪʔ da̰) - tib: བྱང་ཆུབ་ཀྱི་སེམས་, byang chub kyi sems - mongol: бодь сэтгэл, bodi setgel - 菩提心 - kínai: pútíxīn - japán: bodaishin - koreai: 보리심, borisim - vietnámi: bồ-đề tâm                                                                                  |
| bódhiszattva – Akinek az a szándéka, hogy buddhává váljon, hogy minden érző lényt megszabadíthasson a szenvedéstől. | - páli: bodhisatta - szanszkrit: bodhisattva                                           | - burmai: ဗောဓိသတ် bawdhi that (bɔ́ dḭ θaʔ) - Mon: တြုံ လၟောဝ် ကျာ် (kraoh kəmo caik) - thai: โพธิสัตว์ poe-ti-satt - tib: བྱང་ཆུབ་སེམས་དཔའ, byang chub sems dpaʼ - mongol: бодьсад(ва), bodisad(va) - 菩薩 - kínai: púsà - japán: bosatsu - koreai: 보살, bosal - vietnámi: bồ-tát                                         |
| boghda – Szent, élő Buddha vagy bodhiszattva. A Dzsepcundamba Kutuktu címet jelöli, amelyet a legmagasabb buddhista mestereknek adnak, például boghda Congkapa, Panchen boghda | - shan: ၽၵ်ႈၵဝႃႇ ([pʰak˧ ka˩ waː˨]) - mongol: богд, bogd                                   | - tib: བོག་ད་ bogda |
| Buddha – Egy Buddha, például Buddha Gautama Sziddhártha. | - from √budh: to awaken - páli, szanszkrit: buddha                                     | - burmai: ဗုဒ္ဓ bodha (boʊʔda̰) - shan: ပုၵ်ႉထႃႉ ([puk˥ tʰaː˥]) - tib: སངས་རྒྱས sangs rgyas - mongol: бурхан, burhan - 佛, 仏, 仏陀 - kínai: fó - japán: butsu vagy hotoke vagy budda - koreai: 불, Bul vagy 부처, Bucheo - vietnámi: Phật vagy Bụt                                                              |
| buddha-természet – A keletkezés- és halálmentes buddha elem vagy lényegiség, amely megtalálható minden érző lényben, hogy elérhesse a megvilágosodást. Egy ; the innate (latent) Buddha essence (elsősorban a tathagata-garbha szútrákban, a Tendai/Tientaj és nicsiren irányzatokban) | - szanszkrit: buddha-dhatu, buddha-svabhāva, "tathagata-dhatu", vagy tathagata-garbha. | - 佛性, 仏性 - kínai: fóxìng - japán: busshō - koreai: 불성, bulseong - vietnámi: Phật tính, Phật tánh, Cái tánh sáng-suốt giác-ngộ hoàn-toàn |
| buddhizmus | - a √budh szóból: felébredni - páli, szanszkrit:                                       | - burmai: ဗုဒ္ဓဘာသာ boddha batha (boʊʔda̰ bàðà) - shan: ပုၵ်ႉထႃႉၽႃႇသႃႇ (puk˥ tʰaː˥ pʰaː˨ sʰaː˨\|) - Mon: ဗုဒ္ဓဘာသာ (pùttʰɛ̀ʔ pʰɛ̀asa) - tib: ནང་བསྟན། - mongol: Бурханы Шашин, Burhanii Shashin - 佛教, 仏教 - kínai: Fójiào - japán: bukkyō - koreai: 불교, bulgyo - vietnámi: Phật-giáo                                   |

| Tartalomjegyzék                                                 |
| --------------------------------------------------------------- |
| Elejére 0–9 A B C D E F G H I J K L M N O P Q R S T U V W X Y Z |

## C
| Meghatározás                              | Etimológia                          | Más nyelveken |
| ----------------------------------------- | ----------------------------------- | --- |
| csetana – akarás                          | - Pali: cetana                      | - burmai: စေတနာ sedana sèdənà) |
| csetija – Szent tárgyat őrző ereklyehely. | - Pali: cetiya - szanszkrit: caitya | - burmai: စေတီ zedi zèdi) - Khm: - Mon: စေတဳ setaow cetɔe) - shan: ၸေႇတီႇ tseti (PA-shn\|tse˨ ti˨\|) - Sin: චෛත්යයය chedi - thai: เจดีย์ chedi - tib: མཆོད་རྟེན༏ mchod rten (csorten) - 塔 - Zh: Ta - vietnámi: Tháp - koreai: Tap - japán: 卒塔婆 sotōba |

## D
| Meghatározás | Etimológia                                                                        | Más nyelveken |
| --- | --------------------------------------------------------------------------------- | --- |
| Dalai láma – szó szerint: "láma bölcsességgel, mint az óceán", Tibet világi és spirituális vezetője. | - mongol: далай, dalai, szó szerint: "óceán" - Tibetan: ཏཱ་ལའི་བླ་མ་ taa-la'i bla-ma | - 達賴喇嘛 - kínai: Dálài Lǎma - japán: Darai Rama - koreai: 달라이 라마 dalai rama - vietnámi: Đạt Lai Lạt Ma vagy Đạt-lại Lạt-ma                                                                 |
| dána – Nagylelkűség vagy adás. A buddhizmusban a nagylelkűség gyakorlására is utal. | - páli, szanszkrit: dāna                                                          | - burmai: ဒါန dana dàna̰) - Mon: ဒါန tɛ̀anɛ̀ʔ) vagy ဒါန် [tàn]) - thai: ทาน taan - 布施 - kínai: bùshī - japán: fuse - koreai: 보시 bosi - vietnámi: bố thí - mongol: өглөг                               |
| dákiní – A megvilágosodás ösvényét járó női buddhista gyakorló, akiket olykor mezítelenül ábrázolnak, amely az igazság szimbóluma. | - szanszkrit: ḍākinī                                                              | - tib: མཁའ་འགྲོ་མ་ mkha` `gro ma - mongol: дагина, dagina - 空行女, 荼枳尼天 - kínai: khong xing mu - japán: Dakini-ten - koreai: 다키니 dakini vagy 공행녀 gonghaengnyeo - vietnámi: không hành nữ  |
| déva – többféle nem emberi lényre is utalhat, akik erőteljesebbek, tovább élnek és általában elégedettebb életet élnek, mint az átlagos ember. | - Pāli and szanszkrit: deva                                                       | - burmai: ဒေဝ dewa dèwa̰) - khmer: ទេព vagy preah (ព្រះ) - mongol: тэнгэр tenger - Mon: ဒေဝတဴ tewetao [tèwətao]) - shan: တေႇဝႃႇ [a˨ wɔ˨]) - 天 - Zh: tiān - koreai: cheon - japán: ten - vietnámi: thiên      |
| dhamma/dharma – Gyakran a buddhizmussal kapcsolatos tanokra utal, de lehet tágabb értelmezése is. Emellett fontos fogalom, amely a "fenomenológiai összetevőkkel kapcsolatos." Ez összezavarodáshoz vezethet és negatív másodlagos jelentésekhez. | - from √dhṛ: to hold - páli: dhamma - szanszkrit: dharma                          | - burmai: ဓမ္မ}} dhamma dəma̰) - Mon: ဓဝ်}} [thò]) - thai: ธรรมะ tam-ma - tib: ཆོས་, chos - mongol: дээдийн ном, deediin nom - 法 - kínai: fă - japán: hō - koreai: beop - vietnámi: pháp              |
| dhammacsakka/dharmacsakra – A dharma szimbolikus megjelenítése – más néven a dharma kerék. | - szanszkrit: dharmacakra - páli: dhammacakka                                     | - burmai: ဓမ္မစကြာ dhamma sekya dəməsɛʔtɕà) - tib: ཆོས་ཀྱི་འཁོར་ལོ, chos kyi ʼkhor lo - mongol: номын хүрдэн, momiin khurden - 法輪 - kínai: Fǎlún - japán: hōrin - koreai: beopryun - vietnámi: pháp luân |
| Dhammapada – Megversesített buddhista írás, amelyet hagyományosan Buddhának tulajdonítanak. | - páli: Dhammapada - szanszkrit: Dharmapada                                       | - burmai: ဓမ္မပဒ Dhammapada dəma̰pəda̰) - 法句經 - kínai: Fǎ jù jīng (egyszerűsített kínai: 法句经) - japán: Hokkukyō (sindzsitai: 法句経) - koreai: - vietnámi: Kinh Pháp Cú                         |
| dhammapála/dharmapála – Rémisztő istenség, a dharma védelmezője. | - szanszkrit: dharmapāla - páli: dhammapāla                                       | - tib: ཆོས་སྐྱོང་ chos skyong - mongol: догшид, dogshid; хангал, khangal - 護法 - kínai: hùfǎ - japán: gohō - koreai: hobeop - vietnámi: Hộ Pháp                                                       |
| dhammavinaja – A dharma és a vinaja (mintegy "tan és fegyelem") fogalmát együtt kezelik – lényegében a buddhista szerzeteseknek tanított tanok összessége.                                                                                        |                                                                                   | - mongol: суртгаал номхотгол, surtgaal nomkhotgol |
| dhjána lásd: jhána | - páli: jhāna - szanszkrit: dhyāna                                                | - burmai: ဈာန် zan zàɴ) - Mon: ဇျာန် [chàn]) - mongol: дияан, diyan - 禪 vagy 禪那, 禅 vagy 禅那 - kínai: Chán vagy Chánnà - japán: Zen vagy Zenna - koreai: Seon - vietnámi: Thiền vagy Thiền-na       |
| Dípankara Buddha | - páli: Dīpamkara - szanszkrit: Dīpankara                                         | - burmai: ဒီပင်္ကရာ dipankara dìpɪ̀ɴkəɹà) - thai: พระทีปังกรพุทธเจ้า - 燃燈佛 - kínai: Rándēng Fo - japán: Nentōbutsu                                                                                       |
| dóan – A zen buddhizmusban a zazen kezdetét és végét jelző harangot megszólaltató személy. | - japán: 堂行 dōan                                                                | |
| dokuszán – Magán találkozó a zen tanítvány és mestere között. Ez a rinzai zen gyakorlat fontos része, mivel a tanítvány bizonyíthatja tudását. | - japán: 独参 dokusan                                                             | - 獨參 - kínai: dúcān - koreai: dokcham - vietnámi: độc tham |
| dudie – A kormány által kiállított hivatalos bizonyítvány szerzetesek részére. |                                                                                   | - 度牒 - kínai: dùdié - japán: dochō - koreai: ?? - vietnámi: ?? |
| dukkha – Szenvedés, elégedetlenség, stressz. | - páli: dukkha - szanszkrit: duḥkha                                               | - burmai: ဒုက္ခ doukkha doʊʔkʰa̰) - shan: တုၵ်ႉၶႃႉ ([tuk˥ kʰaː˥]) - thai: ทุกข์ took - tib: སྡུག་བསྔལ་}} sdug bsngal - mongol: зовлон, zovlon - 苦 - kínai: kǔ - japán: ku - koreai: go - vietnámi: khổ         |
| dzogcsen – Minden érző lény természetes, belső állapota. | - tibeti: རྫོགས་པ་ཆེན་པོ་ rdzogs pa chen po                                           | - szanszkrit: atiyoga - 大究竟 - kínai: dàjiūjìng - japán: daikukyō - koreai: daegugyeong - vietnámi: đại cứu cánh                                                                                 |
| dzsisa – A zen buddhizmusban a főpap tanítványa | - japán: 侍者 jisha                                                               | |
| dzsukai – Zen buddhista beavatási ceremónia, amely során a világi tanítvány letesz bizonyos esküket. | - kínai: 受戒, shou jie - koreai: 수계, sugye                                     | |

| Tartalomjegyzék                                                 |
| --------------------------------------------------------------- |
| Elejére 0–9 A B C D E F G H I J K L M N O P Q R S T U V W X Y Z |

## E
| Meghatározás | Etimológia                        | Más nyelveken |
| --- | --------------------------------- | --- |
| (helyes) éberség – Buddhista gyakorlat, amelyben a személy tudatosan megfigyeli a saját gondolatait és cselekedeteit a jelen pillanatban, megítélés nélkül. A nemes nyolcrétű ösvény hetedik lépése. |                                   | - páli: (sammā)-sati - szanszkrit: (samyag)-smṛti - burmai: သတိ (thadi ðadḭ) - thai: สัมมาสติ samma-sati - 正念 - kínai: zhèngniàn - japán: shōnen - vietnámi: chính niệm |
| érdem | - páli: puñña - szanszkrit: puṇya | - burmai: ကုသိုလ် kutho kṵðò) - mon: ကုသဵု (kaoʔsɒ\|) vagy ပိုန် [pɒn]) - shan: ပုင်ႇၺႃႇ (puŋ˨ ɲaː˨\|) vagy ၵူႉသူဝ်ႇ [ku˥ sʰo˨]) vagy ၵူႉသလႃႉ [ku˥ sʰa˩ laː˥]) - 功徳 - japán: kudoku          |

| Tartalomjegyzék                                                 |
| --------------------------------------------------------------- |
| Elejére 0–9 A B C D E F G H I J K L M N O P Q R S T U V W X Y Z |

## F
| Meghatározás                                       | Etimológia                                                 | Más nyelveken |  |
| -------------------------------------------------- | ---------------------------------------------------------- | --- |  |
| fukudo In Zen, term for person who strikes the han | - japán: 副堂 fukudō                                       | |  |
| függő keletkezés, lásd pratítja-szamutpáda         | - páli: paṭicca-samuppāda - szanszkrit: pratītya-samutpāda | - burmai: ပဋိစ္စသမုပ္ပါဒ် padeissa thamopad (pədeɪʔsa̰ θəmoʊʔpaʔ) - tibeti: rten.cing.'brel.bar.'byung.ba - mongol: шүтэн барилдлага suten barildlaga - 因縁, also 緣起, 縁起 - kínai: yīnyuan, also yuánqǐ - japán: innen, also engi - koreai: 인연 inyeon, also 연기 yeongi - vietnámi: nhân duyên, duyên khởi |  |

| Tartalomjegyzék                                                 |
| --------------------------------------------------------------- |
| Elejére 0–9 A B C D E F G H I J K L M N O P Q R S T U V W X Y Z |

## G
| Meghatározás | Etimológia                                      | Más nyelveken |
| --- | ----------------------------------------------- | --- |
| gassó – Üdvözlési forma különböző buddhista hagyományban – illetve Ázsia sok részén – tenyerek összeszorítva az ujjak az ég felé mutatnak imádkozó állásban. Üdvözlést, tiszteletet, hálát és imádságot fejez ki. A japán singon buddhizmusban gassót mudraként vagy inkeiként (szimbolikus kéztartásként) használják. Lásd még: Andzsali Mudrá, Namaszté, Sampeah és Vai. | - japán: 合掌 gasshō                            | - szanszkrit: anjali - 合掌 - kínai: hézhǎng (more common to say 合十 héshí) - vietnámi: hiệp chưởng                   |
| Gautama Buddha | - páli: Gotama - szanszkrit: Gautama            | - burmai: ဂေါတမ (ɡɔ́dəma̰) - 瞿曇 悉達多 - japán: Kudon Shiddatta                                                          |
| gese – Tibeti buddhista tudományos fokozat a gelugpa iskolában, amelyet hosszú tanulmányok elvégzése után lehet megszerezni (kilenc vagy akár több év). | - tibeti: དགེ་ཤེས་                                | - mongol: гэвш gevs - 格西                                                                                             |
| gongan – szó szerint: "közügy". Meditációs módszer, amelyet a csan/szon/zen hagyományokban használnak olyan problémára, amelyet racionálisan nem lehet megoldani – lásd: kóan | - kínai: 公案 gōng-àn                           | - 公案 - japán: kōan - koreai: gong'an - vietnámi: công án                                                             |
| Kuan Jin – Az együttérzés bodhiszattvája a kelet-ázsiai buddhizmusban – teljes nevén Guan Si Jin. Guan Jint Avalókitésvara női alakjának tekintik, azonban több megkülönböztető jellegzetességet is kapott. | - kínai: 觀音 Guān Yīn vagy 觀世音 Guān Shì Yīn | - 觀音 vagy 觀世音 - japán: Kannon vagy Kanzeon - koreai: Gwaneum vagy Gwanse-eum - vietnámi: Quan Âm vagy Quan Thế Âm |

| Tartalomjegyzék                                                 |
| --------------------------------------------------------------- |
| Elejére 0–9 A B C D E F G H I J K L M N O P Q R S T U V W X Y Z |

## H
| Meghatározás | Etimológia                                          | Más nyelveken |
| --- | --------------------------------------------------- | --- |
| han – A zen kolostorokban található fatábla, amely a napkeltét, napnyugtát és a nap végét jelzi. | - japán: 板                                         | |
| Három drágaság – Három dolog, amiben a buddhisták menedéket vesznek: a Buddha, a tanításai (dharma) és a közösség (szangha). Ezektől várnak útmutatást is viszonzásul (Lásd még: menedékvétel (buddhizmus)) | - páli: tiratana - szanszkrit: triratna             | - burmai: သရဏဂုံသုံးပါး (tharanagon thon ba θəɹənəɡòʊɴ θóʊɴ bá) OR ရတနာသုံးပါး (yadana thon ba jədənà θóʊɴ bá)) - thai: ไตรรัตน์ trai-rut - tibeti: དཀོན་མཆོག་གསུམ, dkon mchog gsum - mongol: чухаг дээд гурав chuhag deed gurav - 三寶 - kínai: sānbăo - japán: sanbō - vietnámi: tam bảo |
| Három korszak - A történelmi Buddha halála utáni időszak hármas felosztása: a Törvény Előbbi (vagy Korai) Napja (正法 kínai: zhèngfǎ; japán: shōbō), az első ezer év; a Törvény Középső Napja (像法 kínai: xiàngfǎ; japán: zōhō), a következő ezer év; és a Törvény Későbbi Napja (末法 kínai: mòfǎ; japán: mappō), amely 10 000 évig tart. - A korszakok a mahájána irányzat számára fontos, elsősorban a Lótusz szútra gyakorlóinak – például a tientaj (tendai) és a nicsiren buddhisták. Ezek úgy tartják, hogy a különböző korokra különböző buddhista tanítások vonatkoznak, amiatt, hogy az emberek különböző képességek szerint képesek megérteni a tanításokat. |                                                     | - 三時 - kínai: Sānshí - japán: Sanji - vietnámi: Tam thời |
| három méreg vagy három tűz A három nem üdvös cselekedet oka, amely negatív karmához vezet a három gyökér, klésa: 1. kapzsiság (páli: lobha; szanszkrit: rāga; tibeti: འདོད་ཆགས་ 'dod chags) 2. gyűlölet (Pali: doha; szanszkrit: dveṣa; tibeti: ཞེ་སྡང་ zhe sdang; mongol: урин хилэн, urin khilen; 瞋 kínai: chēn; japán: jin; vietnámi: sân) 3. tévelygés (páli: moha; szanszkrit: moha; tibeti: གཏི་མུག་ gti mug) | - páli: kilesa (szennyeződések) - szanszkrit: kleśa | - Sanskit: triviṣa - tibeti: düsum (dug gsum) - burmai: မီးသုံးပါး (mi thon ba mí θóʊɴ bá) - mongol: гурван хор, gurvan khor - 三毒 - kínai: Sāndú - japán: Sandoku - vietnámi: Tam độc                                                                                         |
| hínajána – szó szerint "kis szekér". A mahájána irányzat által formált jelző, azokra a buddhista tanokra, amelyekben a nirvánát Srávakabuddhakén vagy Pratjékabuddhaként érik el – nem pedig Szamjakszam-Buddhaként. | - szanszkrit: hīnayāna                              | - burmai: ဟီနယာန hinayana hḭna̰jàna̰) - 小乘 vagy 小乗, 二乘 - kínai: Xiǎoshèng - japán: Shōjō - vietnámi: Tiểu thừa - mongol: Бага хөлгөн, Baga hölgön |

| Tartalomjegyzék                                                 |
| --------------------------------------------------------------- |
| Elejére 0–9 A B C D E F G H I J K L M N O P Q R S T U V W X Y Z |

## I
| Meghatározás | Etimológia    | Más nyelveken |
| --- | ------------- | ------------- |
| Ino (japán) – Szó szerint: "az öröm hozója a gyülekezet számára". Eredetileg a szanszkrit karmadana szóból, melynek szó szerinti jelentése "a viselkedés adományozója" (karma). A zen buddhizmusban a meditációs terem (szodo) felügyelője. A hat legfőbb templomi ügyintéző egyike. | - japán: 維那 |               |

| Tartalomjegyzék                                                 |
| --------------------------------------------------------------- |
| Elejére 0–9 A B C D E F G H I J K L M N O P Q R S T U V W X Y Z |

## J
| Meghatározás | Etimológia                                                                                   | Más nyelveken |  |
| --- | -------------------------------------------------------------------------------------------- | --- |  |
| jána – Iskola vagy irányzat a buddhizmusban (szó szerint: "jármű")                                                                           | - páli: yāna - szanszkrit: yāna                                                              | - 乘 - kínai: shèng - japán: jō - vietnámi: ?? |  |
| jhána – Meditációs kontempláció, amelyet gyakrabban párosítanak a samatha gyakorlatokkal mint a vipasjánával. Lásd még: szamápatti, szamádhi | - √dhyā-ból: gondolni vmi-re, elmélkedni, meditálni vmi-n - páli: jhāna - szanszkrit: dhyāna | - burmai: ဈာန် zan zàɴ) - mon: ဇျာန် [chàn]) - thai: ฌาน chaan - 禪 vagy 禪那, 禅 vagy 禅那 - sinhala: ජාන jhāna - kínai: Chán vagy Chánnà - japán: Zen vagy Zenna - koreai: Seon - vietnámi: Thiền vagy Thiền-na - mongol: дияан, diyan |  |

| Tartalomjegyzék                                                 |
| --------------------------------------------------------------- |
| Elejére 0–9 A B C D E F G H I J K L M N O P Q R S T U V W X Y Z |

## K
| Meghatározás | Etimológia                                               | Más nyelveken |
| --- | -------------------------------------------------------- | --- |
| Kakuszandha Buddha | - páli: Kakusandha - szanszkrit: Krakkucchanda           | - burmai: ကကုသန် (Kakuthan ka̰kṵθàɴ) - 拘留孙佛 - Zh: Jūliúsūn Fó |
| karma – szó szerint: "cselekvés". Az ok-okozat törtvénye a buddhizmusban. | - a √kri szóból: tenni - szanszkrit: karma - páli: kamma | - burmai: ကံ (kan kàɴ) vagy ကြမ္မာ (kyamma tɕəmà) - mon: ကံ ([kɔm]) - shan: ၵျၢမ်ႇမႃႇ [kjaːm˨ maː˨) vagy ၵၢမ်ႇ [kaːm˨) - thai: กรรม gum - tibeti: ལས, las - mongol: үйлийн үр, uiliin ür - 業¹, 因果² - kínai: ¹yè, comm.: ²yīnguǒ - japán: gō, inga - koreai: 업 eob - vietnámi: nghiệp |
| Kasszapa Buddha | - páli: Kassapa szanszkrit: Kasyapa                      | - burmai: ကဿပ Kathapa (kaʔθəpa̰) - 迦葉佛 - kínai: Jiāyè Fó - japán: Kashōbutsu |
| kensó – A zen buddhizmusban a megvilágosodást hívják így. A jelentése azonos a szatori kifejezéssel, azonban ezt a megvilágosodási élmény legelejének jelölésére szokták használni. | - japán: 見性 kenshō                                     | - 見性 - kínai: jiànxìng - vietnámi: kiến tính |
| khjenpo vagy khenpo – Nyugati viszonylatban teológiai, filozófiai és pszichológiai doktorátusnak felel meg.                                                                         | - tibeti                                                 | |
| khanti – Tolerancia, tökéletes tűrés |                                                          | - burmai: ခန္တီ khanti (kʰàɴ dì) - shan: ၶၼ်ႇထီႇ ([kʰan˨ tʰi˨]) - thai: ขันติ kanti - 耐心 - kínai: Nàixīn - vietnámi: |
| kinhin – Zen sétáló meditáció | - japán: 経行 kinhin vagy kyōgyō                         | - 經行 - kínai: jīngxíng - vietnámi: ?? |
| kóan Egy történet, kérdés, probléma vagy állítás, amely általában a racionális megértéstől távol esik, mégis az intuíció révén megfogható.                                          | - japán: 公案 kōan                                       | - 公案 - kínai: gōng-àn - koreai: gong'an - vietnámi: công án |
| ksanti – A türelem és tolerancia gyakorlása, azok irányában, akik nem feltétlenül érdemlik meg. Tudatosan választott – nem kényerűségből – türelemmel történő ajándékozás.          | - szanszkrit                                             | - 忍辱 - japán: ninniku |
| Konágamana Buddha | - páli és szanszkrit: Koṇāgamana                         | - burmai: ကောဏာဂုံ Kawnagon (kɔ́nəɡòʊɴ) - 拘那含佛 - kínai: Jūnàhán Fó |
| kjoszaku – A zen buddhizmusban a zazen során használatos lapos rúd, amellyel elűzik a fáradtságot vagy ennek segítségével érik el a szatorit.                                       | - japán: 警策 kyōsaku, amely keisaku a rinzai-ban        | - 香板 - kínai: xiangban |
| középút – A szélsőséges nézetek és életvitel kerülésének gyakorlata. | - páli: majjhimāpaṭipadā - szanszkrit: madhyamāpratipad  | - burmai: မဇ္ဇိမပဋိပဒါ myizima badi bada (mjɪʔzḭma̰ bədḭ bədà) - 中道 - kNai: zhōngdào - japán: chūdō - vietnámi: trung đạo - mongol: дундаж зам мөр, dundaj zam mör |

| Tartalomjegyzék                                                 |
| --------------------------------------------------------------- |
| Elejére 0–9 A B C D E F G H I J K L M N O P Q R S T U V W X Y Z |

## L
| Meghatározás                                                            | Etimológia            | Más nyelveken                                                                               |
| ----------------------------------------------------------------------- | --------------------- | ------------------------------------------------------------------------------------------- |
| láma – Tibeti tanító vagy mester, amely a szanszkrit "guru" megfelelője | - tibeti: བླ་མ་ bla ma | - szanszkrit: guru - 喇嘛 - kínai: lǎma - japán: rama - vietnámi: lạt-ma - mongol: лам, lam |

| Tartalomjegyzék                                                 |
| --------------------------------------------------------------- |
| Elejére 0–9 A B C D E F G H I J K L M N O P Q R S T U V W X Y Z |

## M
| Meghatározás | Etimológia                                      | Más nyelveken |
| --- | ----------------------------------------------- | --- |
| madhjamaka – Buddhista filozófiai iskola, amelyet Nágárdzsuna alapított. Az iskola tagjait madhjamikáknak nevezik. | - szanszkrit: mādhyamika                        | - tib: དབུ་མ་པ་ dbu ma pa - mongol: төв үзэл, töv üzel - 中觀宗, 中観派 - kínai: Zhōngguānzōng - japán: Chūganha - vietnámi: Trung quán tông |
| mahábhúta – A hagyományos buddhista tudományban a négy fő elem | - páli és szanszkrit: Mahābhūta                 | - burmai: မဟာဘုတ် Mahabhot məhà boʊʔ) |
| mahámudrá – A valóság Nagy Pecsétje – Buddha ígérete arra, hogy ez a legmagasabb szintű tanítás (súnjata, szamszára valamint, hogy a kettő elválaszthatatlan). Főleg a Kagyüpa hagyományban tanítják, és a hívők szerint a tudat közvetlen tapasztalatát hozza. | - szanszkrit: mahāmudrā                         | - burmai: မဟာမုဒြာ maha modra məhà moʊʔdɹà) - tib: ཕྱག་རྒྱ་ཆེན་པོ་ chag-je chen-po - mongol: махамудра, mahamudra - 大手印 - kínai: dàshŏuyìn - japán: daishuin - vietnámi: đại thủ ấn                                                                                         |
| mahásziddha – szó szerint: hatalmas spirituális beteljesítés. A tantrikus buddhizmusban a jógi, akit gyakran azonosítanak azzal a személlyel, aki elérte a megvilágosodás szintjét. | - szanszkrit: mahāsiddha                        | - burmai: မဟာသိဒ္ဒ maha theidda məhà θeɪʔda̰) - thai: มหายาน - 大成就 - kínai: dàchéngjiù - japán: daijōju - vietnámi: đại thành tựu |
| mahájána – szó szerint: "nagy szekér". A buddhizmus egyik népszerű ága, amelyet hagyományosan Kínában, Tibetben, Japánban, Koreában, Vietnámban és Tajvanon gyakorolnak. A legfőbb céljuk a buddhaság vagy szamjakszambódhi elérése. | - szanszkrit: mahāyāna                          | - burmai: မဟာယာန mahayana məhàjàna̰) - 大乘 vagy 大乗 - kínai: Dàshèng - japán: Daijō - vietnámi: Đại thừa - mongol: Ikh khölgön |
| Maitréja – A következő időszak Buddhája | - páli: Metteyya - szanszkrit: Maitreya         | - burmai: အရိမေတ္တေယျ arimetteya əɹḭmèdja̰) - shan: ဢရီႉမိတ်ႈတေႇယႃႉ [ʔa˩ ri˥ mit˧ ta˨ jɔ˥]) - tibeti: བྱམས་པ, byams pa - mongol: Майдар, maidar - 彌勒 vagy 彌勒佛, 弥勒 vagy 弥勒仏 - kínai: Mílè vagy Mílè Fó - japán: Miroku vagy Miroku-butsu - vietnámi: Di-lặc vagy Phật Di-lặc |
| makjó – A zen buddhizmusban a kellemetlen, zavaró gondolatok thoughts vagy illúziók, amelyek a zazen során lépnek fel. | - japán: 魔境 makyō                             | |
| Mána – önteltség, arrogancia, helytelen értelmezés | - páli és szanszkrit: Māna                      | - burmai: မာန mana màna̰) - mon: မာန် man ([màn]) - shan: မႃႇၼႃႉ ([maː˨ naː˥]) - 慢 - japán: man |
| mandala – A világegyetem spirituális és rituális szimbóluma. | - szanszkrit: मण्डल Maṇḍala (szó szerint: "kör") | - 曼荼羅 - kínai: màntúluó - japán: mandara - vietnámi: ?? |
| mantra – Buddhista ének, amelyet a koncentráció segítése érdekében kántálnak, hogy végső célként elérjék a megvilágosodást. A legismertebb buddhista mantra valószínűleg az Om mani padme hum | - szanszkrit: mantra                            | - thai: มนตร์ moan - mongol: маань, тарни; maani, tarni - 咒, 真言 - kínai: zou - japán: shingon, ju - vietnámi: chân âm |
| Mappo – A törvény későbbi napja – az "elkorcsosulás" – amely állítólag Sákjamuni Buddha után 2000 évvel kezdődött és mintegy 10 000 évig tart. Azelőtt volt az ezer évig tartó a Törvény Korai Napja (正法 kínai: zhèngfǎ; japán: shōbō) és a Törvény Középső Napja (像法 kínai: xiàngfǎ; japán: zōhō). Az elkorcsosulás időszakában a káosz fog eluralkodni és az emberek nem lesznek képesek elérni a megvilágosodást. Lásd: Három korszak | - japán: 末法 mappō                             | - 末法 - kínai: mòfǎ - vietnámi: ?? |
| menedékvétel – Amikor a buddhizmusban menedéket vesznek, az általában a három drágaságra vonatkozik (Buddha, dharma, szangha). | - páli: saraṇa - szanszkrit: śaraṇa             | - burmai: သရဏဂုံ (tharanagon θəɹənəɡòʊɴ) - mongol: аврал, avral - tibeti: skyabs - thai: สรณะ sorana - 歸依 - kínai: guīyī - japán: kie - vietnámi: quy y |
| mettá – szerető kedvesség | - páli: - szanszkrit:                           | - burmai: မေတ္တာ myitta mjɪʔtà) - mon: မေတ္တာ [mètta]) - shan: မိတ်ႈတႃႇ ([mit˧ taː˨]) vagy မႅတ်ႈတႃႇ ([mɛt˧ taː˨]) - thai: เมตตา metta - 慈 - kínai: Cí - japán: ji - vietnámi: |
| móksa – teljes megszabadulás | - szanszkrit: mokṣa}                            | - páli: vimutti - burmai: ဝိမုတ္တိ (wimouti wḭmoʊʔtḭ) - 解脱 - kínai: jiětuō - japán: gedatsu - vietnámi: giải thoát |
| mokugyo – A buddhista recitáció alapütemét adó fa hangszer, amelyet „fahal”-ként is emlegetnek | - Japanese: 木魚 mokugyo                        | - 木魚 - kínai: mùyú - vietnámi: mõ |
| mondo – A zen buddhizmusban a tanító és tanítvány közötti rövid párbeszédet jelenti. | - japán: 問答 mondō                             | - 問答 - kínai: wèndǎ - vietnámi: ?? |
| mudrá – szó szerint: "pecsét". Szertartásos kézmozdulat a kézfejjel és az ujjakkal meditáció közben. | - szanszkrit: mudrā                             | - burmai: မုဒြာ (modra moʊʔdɹà) - tib: ཕྱག་རྒྱ་ phyag rgya - mongol: чагжаа, chagjaa - 手印 - kínai: sohyìn (vagy egyszerűen: yìn) - japán: shuin - vietnámi: ấn |

| Tartalomjegyzék                                                 |
| --------------------------------------------------------------- |
| Elejére 0–9 A B C D E F G H I J K L M N O P Q R S T U V W X Y Z |

## N
| Meghatározás | Etimológia                                                                             | Más nyelveken |
| --- | -------------------------------------------------------------------------------------- | --- |
| namo – Tisztelet és elkötelezettség kifejező szava, amelyet gyakran használnak együtt nevekkel, például egy Buddha nevével vagy szútrával (Nam(u) Mjóhó Renge Kyó). A kínai-japán nyelvekben a 帰命 kimyō kifejezés azt jelzi, hogy valaki feltette rá az életét, illetve teljesen elkötelezte magát. származékok: - Namo Amitabha | - páli: namo - szanszkrit: namaḥ vagy namas származékok: - szanszkrit: namo-'mitābhāya | - burmai: နမော (namaw nəmɔ́) - tibeti: ཕྱག་འཚལ་(ལོ), chag tsal (lo) - mongol: мөргөмү, mörgömü - 南無 - kínai: nánmó - japán: namu vagy nam - koreai: namu - vietnámi: nam-mô származékok: - 南無阿弥陀佛 - kínai: Nánmó Ēmítuó fó - japán: Namu Amida butsu - koreai: Namu Amita Bul - vietnámi: Nam-mô A-di-đà Phật - 南無觀世音菩薩 - kínai: Nánmó Guán Syr Yín Pū Sá - japán: Namu Kanzeon Butsu - koreai: Namu Gwan Se Eum Bo Sal - vietnámi: Nam-mô Quan Thế Âm Bồ Tát |
| nekkhamma – Lemondás | - páli: - szanszkrit:                                                                  | - burmai: နိက္ခမ (neikhama neɪʔkʰəma̰) - thai: เนกขัมมะ nekkamma - mongol: магад гарахуй, magad garahui - 出世 - kínai: Chūshì - japán: shusse - vietnámi: |
| nemes nyolcrétű ösvény 1. Helyes szemlélet (páli: sammā-diṭṭhi; szanszkrit: samyag-dṛṣṭi; 正見 kínai: zhèngjiàn; vietnámi: chính kiến) 2. Helyes szándék (páli: sammā-saṅkappa; szanszkrit: samyak-saṃkalpa; 正思唯 kínai: zhèngsīwéi; vietnámi: chính tư duy) Ez a kettő jelenti a bölcsesség ösvényét (páli: paññā; szanszkrit: prajñā) 3. Helyes beszéd (páli: sammā-vācā; szanszkrit: samyag-vāk; 正語 kínai: zhèngyǔ; vietnámi: chính ngữ) 4. Helyes cselekedet (páli: sammā-kammanta; szanszkrit: samyak-karmānta; 正業 kínai: zhèngyè; vietnámi: chính nghiệp) 5. Helyes életmód (páli: sammā-ājīva; szanszkrit: samyag-ājīva; 正命 kínai: zhèngmìng; vietnámi: chính mệnh) Ez a három jelenti az erény ösvényét (páli: sīla; szanszkrit: śīla) 6. Helyes erőfeszítés (páli: sammā-vāyāma; szanszkrit: samyag-vyāyāma; 正精進 kínai: zhèngjīngjìn; vietnámi: chính tinh tiến) 7. Helyes éberség (páli: sammā-sati; szanszkrit: samyag-smṛti}}; 正念 kínai: zhèngniàn; vietnámi: chính niệm) 8. Helyes elmélyedés (páli: sammā-samādhi; szanszkrit: samyak-samādhi; 正定 kínai: zhèngdìng; vietnámi: chính định) Ez a három jelenti a helyes elmélyedés ösvényét (páli, szanszkrit: samādhi) | - páli: aṭṭhāṅgika-magga - szanszkrit: aṣṭāṅgika-mārga                                 | - burmai: မဂ္ဂင် (meggin mɛʔɡɪ̀ɴ) - thai: อริยมรรค ariya-mak - 八正道 - kínai: Bāzhèngdào - japán: Hasshōdō - koreai: Paljeongdo - vietnámi: Bát chính đạo |
| nirvána – A buddhizmusban kioltást, megszüntetést, azaz a legvégső megvilágosodást jelenti. | - a niḥ-√vā szóból: kiolt - páli: nibbāna - szanszkrit: nirvana                        | - burmai: နိဗ္ဗာန် (neibban neɪʔbàɴ) - thai: นิพพาน nípphaan - tib: མྱ་ངན་ལས་འདས་པ, mya-ngan-las-'das-pa - mongol: нирван, nirvan - 涅槃 - kínai: Nièpán - japán: Nehan - koreai: Yeolban - vietnámi: Niết-bàn |
| négy nemes igazság 1. a dukkha (szenvedés, aggodalom, stressz) (szanszkrit: duḥkhāryasatya; burmai: ဒုက္ခ dokkha; thai: ทุกข์; 苦諦 kínai: kǔdì; japán: kutai; vietnámi: khổ đế; mongol: зовлон, zovlon) igazsága 2. a dukkha eredetének (szamudaja) igazsága (szanszkrit: samudayāryasatya; burmai: သမုဒယ thamodaya; thai: สมุทัย; 集諦 kínai: jídì; japán: jittai; vietnámi: tập khổ đế; ; mongol: зовлонгийн шалтгаан, zovlongiin shaltgaan) 3. a dukkha megszüntetésének (niródha) igazsága (szanszkrit: duḥkhanirodhāryasatya; burmai: နိရောဓ niyawdha; thai: นิโรธ; 滅諦 kínai: mièdì; japán: mettai; vietnámi: diệt khổ đế; mongol: гэтлэх, getlekh) 4. A dukkha megszüntetéséhez vezető ösvény (márga) igazsága (szanszkrit: duḥkhanirodhagāminī pratipad; burmai: မဂ် meg; thai: มรรค; 道諦 kínai: dàodì; japán: dōtai; vietnámi: đạo đế; mongol: мөр, mör) |                                                                                        | - páli: cattāri ariya-saccāni - szanszkrit: चत्वारि आर्यसत्यानि catvāry āryasatyāni - burmai: သစ္စာလေးပါး (thissa lei ba θɪʔsà lé bá) - Khmr: អរិយសច្ចៈទាំង៤ - 四諦, 四聖諦, 苦集滅道 - kínai: Sìdì - japán: shitai, shishōtai, kujūmetsudō - vietnámi: Tứ diệu đế - mongol: Хутагтын дөрвөн үнэн, khutagtiin dörvön unen |
| nikája – szó szerint: "kötet". A páli kánon buddhista szövegei. | - páli: nikāya                                                                         | - szanszkrit: Āgama - burmai: နိကာယ (nikaya nḭkəja̰) - 部經 - kínai: Bùjīng - japán: bukyō - vietnámi: Bộ kinh |

| Tartalomjegyzék                                                 |
| --------------------------------------------------------------- |
| Elejére 0–9 A B C D E F G H I J K L M N O P Q R S T U V W X Y Z |

## O
| Meghatározás | Etimológia                | Más nyelveken |
| --- | ------------------------- | --- |
| órjóki – A zen étkezési szertartáson használatos edények | - Japanese: 応量器 ōryōki | |
| osó – a zen buddhizmusban a szerzetesek megszólítása. Eredetileg a magas rangú papokra használták, ma már bármely papot jelölhet. | - japán: 和尚 oshō        | |
| Ötszáz éves időszak – A buddhizmus három korszakának Buddha utáni ötös felosztása (三時繫念 kínai: sānshí; japán: sanji; vietnámi: tam thời), amelynek a mahájána hívek számára a következő a jelentése: 1. A megvilágosodás kora (解脱堅固 kínai: jiětuō jiāngù; japán: gedatsu kengo) 2. A meditáció kora (禅定堅固 kínai: chándìng jiāngù; japán: zenjō kengo) Ez a két kor a Törvény Korai Napjába tartozik (正法時期 kínai: zhèngfǎ; japán: shōbō) 3. Az olvasás, recitálás és hallgatás kora (読誦多聞堅固 kínai: sòngduōwén jiāngù; japán: dokuju tamon kengo) 4. A templom és sztúpa építés kora (多造塔寺堅固 kínai: duōzào tǎsì jiāngù; japán: tazō tōji kengo) Ez a két kor a Törvény Középső Napjába tartozik (像法時期 kínai: xiàngfǎ; japán: zōhō) 5. A konfliktus kora (闘諍堅固 kínai: zhēng jiāngù; japán: tōjō kengo) – a nyugtalanság, éhezés és egyéb természeti katasztrófák és ember alkotta szörnyűségek kora. Ez a kor a Törvény Kései Napjába tartozik (末法時期 kínai: mòfǎ; japán: mappō) amikor a (történelmi) Buddha tanításai elvesztik megszabadító erejüket, elenyésznek (白法隠没 kínai: báifǎméi; japán: byakuhō onmotsu) és egy új Buddha jelenik meg, hogy megmentse az embereket. - A három kor és az ötszáz éves időszak a Nagy Gyűlés (大集 kínai: dàjí; japán: Daishutu-kyō, Daijuku-kyō, Daijikkyō, vagy Daishukkyō) szútrában szerepel. |                           | - 五箇五百歲, 五箇五百歳 - kínai: 五箇五百歲 wǔ ge wǔbǎi suì - japán: 五箇の五百歳 go no gohyaku sai - vietnámi: ?? |
| |                           | |

| Tartalomjegyzék                                                 |
| --------------------------------------------------------------- |
| Elejére 0–9 A B C D E F G H I J K L M N O P Q R S T U V W X Y Z |

## P
| Meghatározás | Etimológia | Más nyelveken |
| --- | --- | --- |
| pabbaddzsa – A világi személy otthontalanságba távozása, hogy csatlakozzon a szerzetesek közösségéhez (szó szerint: "elmenni") | - szanszkrit: pravrajya - Pali: Pabbajja | - 出家 - kínai: chūjiā - japán: shukke - vietnámi: ?? |
| panycsa szkandha – Az 5 szkandha (szanszkrit: Skandha, páli: khandha, jelentése magyarul: "összesség", "halom", "tömeg", "lét-csoport") a buddhista tudomány szerint a létesülés öt alapvető csoportosulását (aggregátumát) jelentik: 1. "forma": páli, szanszkrit: rūpa; Bu: ရူပ yupa; 色 kínai: sè; japán: shiki 2. "érzés": páli, szanszkrit: vedanā; Bu: ဝေဒန wedana; 受 kínai: shòu; japán: ju 3. "észlelés": páli: saññā; szanszkrit: saṃjñā; Bu: သညာ thinnya; 想 kínai: xiàng; japán: sō 4. "késztetések": páli: saṅkhāra; szanszkrit: saṃskāra; Bu: သင်္ခါရ thinkhaya; 行 kínai: xíng; japán: gyō 5. "maga a tudat": páli: viññāṇa; szanszkrit: vijñāna; Bu: ဝိညာဉ် winyin; 識 kínai: shí; japán: shiki | - szanszkrit: pañca skandha - páli: pañca khandha                                                                                           | - burmai: ခန္ဒာငါးပါး (khanda nga ba kʰàɴdà ŋá bá) - shan: ႁႃႈ ၶၼ်ႇထႃႇ ([haː˧ kʰan˨ tʰaː˨]) - 五蘊, 五陰, 五薀 - kínai: wǔyùn - japán: go-on, sometimes go-un - vietnámi: ngũ uẩn |
| Pancsen láma – A gelug rendhez tartozó tibeti buddhista vallási vezető, a dalai láma után a második legmagasabb egyházi méltóság. | - Tibetan: པན་ཆེན་བླ་མ་ pan-chen bla-ma | - szanszkrit: paṇḍitaguru - mongol: Банчин Богд, Banchin Bogd - 班禪喇嘛 - kínai: Bānchán Lǎma - japán: ?? - vietnámi: Ban-thiền Lạt-ma |
| panná – Lásd: pradzsná | - szanszkrit: | - burmai: ပညာ (pyinnya pjɪ̀ɴɲà) - mon: ပညာ (pɔnɲa\|) - shan: ပိင်ႇၺႃႇ (piŋ˨ ɲaː˨\|) - Tibetan: ཤེས་རབ་ shes rab - mongol: билиг, bilig - 智慧 vagy 知恵 vagy 般若 - kínai: Zhìhuì, zhīhuì, bōrě - japán: chie,hannya - vietnámi: |
| paramártha – Az abszolút, a legvégső, avagy az egyetemes igazság, amely nem konvencionális. Lásd még: szamvriti | - szanszkrit: paramārtha | - burmai: ပရမတ် (paramat pəɹəmaʔ) - thai: ปรมัตถ์ paramutt - 真諦 - japán: shintai |
| páramitá – szó szerint: "elérni a másik partot" – magyarul általában "tökéletesség." A mahájána gyakorlatokban a megvilágosodás, etika, türelem, erőfeszítés, elmélyedés és bölcsesség elérése. | - páli: pāramī - szanszkrit: pāramitā | - burmai: ပါရမီ (parami pàɹəmì) - mon: ပါရမဳ (parəmɔe) - thai: บารมี baramee - mongol: барамид, baramid - 波羅蜜 vagy 波羅蜜多 - kínai: bōluómì vagy bōluómìduō - japán: haramitsu vagy haramita - vietnámi: ba-la-mật vagy ba-la-mật-đa |
| parinibbana/parinirvána – A legvégső nibbana/nirvána. | - a nibbana/nirvána szóból - páli: parinibbāna - szanszkrit: parinirvāṇa                                                                    | - burmai: ပရိနိဗ္ဗာန် (pareineibban pəɹeɪʔneɪʔbàɴ) - thai: ปรินิพพาน pari-nippaan - 般涅槃 - kínai: bōnièpán - japán: hatsunehan - vietnámi: bát-niết-bàn |
| pradzsnyápáramitá (a bölcsesség tökéletessége) – A pradzsnyápáramitá a mahájána buddhizmus egyik legfőbb koncepciója, amelynek gyakorlása és megértése a bódhiszattva út elengedhetetlen eleme. | - a fenti páramitá ("tökéletesség") és az alábbi pradzsnyá/panná ("bölcseesség") szavakból - szanszkrit: prajñāpāramitā - páli: paññāparami | - burmai: ပညာပါရမီ (pyinnya parami pjɪ̀ɴɲà pàɹəmì) - mon: ပညာပါရမဳ (pɔnɲa parəmɔe) - mongol: билиг барамид, bilig baramid - 般若波羅蜜 vagy 般若波羅蜜多 - kínai: bōrě-bōluómì vagy bōrě-bōluómìduō - japán: hannya-haramitsu vagy hannya-haramita - vietnámi: bát-nhã-ba-la-mật vagy bát-nhã-ba-la-mật-đa                                                              |
| pradzsnyá/panná – "bölcsesség", "belátás" | - páli: paññā - szanszkrit: prajñā | - burmai: ပညာ (pyinnya pjɪ̀ɴɲà) - thai: ปัญญา pun-ya - tibeti: ཤེས་རབ་ shes rab - mongol: хөтлөх, khötlökh - 般若 - kínai: bōrě vagy bānruò - japán: hannya - vietnámi: bát-nhã |
| pratítja-szamutpáda – A "függő keletkezés" tana, amely szerint a jelenségek nem léteznek (vagy keletkeznek) más jelenségektől vagy feltételektől függetlenül. A függő keletkezés egyik leghíresebb alkalmazása a tizenkét nidána vagy 12 oksági láncszem (szanszkrit: dvādaśāṅgapratītyasamutpāda; 十二因緣, 十二因縁 kínai: shíàr yīnyuán; japán: jūni innen; vietnámi: thập nhị nhân duyên), which are: 1. tévelygés (páli: avijjā; szanszkrit: avidyā; 無明 kínai: wúmíng; japán: mumyō; vietnámi: vô minh; mongol: мунхрахуй, munhrahui) 2. a tévelygés okozza a késztetéseket (páli: saṅkhāra; szanszkrit: saṃskāra; 行 kínai: xíng; japán: gyō; vietnámi: hành; mongol: хуран үйлдэхүй, khuran uildehui) 3. a késztetések okozzák a tudatosságot (páli: viññāṇa; szanszkrit: vijñāna; 識 kínai: shí; japán: shiki; vietnámi: thức; mongol: тийн мэдэхүй, tiin medehui) 4. a tudatosság okozza a név-és-formát (páli, szanszkrit: nāmarūpa; 名色 kínai: míngsè; japán: myōshiki; vietnámi: danh sắc; mongol: нэр өнгө, ner öngö) 5. Na név-és-forma okozza a hat érzékterületet (páli: saḷāyatana; szanszkrit: ṣaḍāyatana; 六入 vagy 六処 kínai: liùrù; japán: rokunyū vagy rokusho; vietnámi: lục căn; mongol: төрөн түгэхүй, törön tugehui) 6. a hat érzékterület okozza a kapcsolódást (páli: phassa; szanszkrit: sparśa; 觸, 触 kínai: chù; japán: soku; vietnámi: xúc; mongol: хүрэлцэхүй, khureltsehui) 7. a kapcsolódás okozza az érzést (páli, szanszkrit: vedanā; 受 kínai: shòu; japán: ju; vietnámi: thụ; mongol: сэрэхүй, serehui) 8. az érzés okozza a sóvárgást (páli: taṇhā}}; szanszkrit: tṛṣṇā; 愛 kínai: ài; japán: ai; vietnámi: ái; mongol: хурьцахуй, khuritsahui) 9. a sóvárgás okozza a ragaszkodást (páli, szanszkrit: upādāna; 取 kínai: qǔ; japán: shu; vietnámi: thủ; mongol: авахуй, avahui) 10. a ragaszkodás okozza a létesülést (páli, szanszkrit: bhava; 有 kínai: yǒu; japán: u; vietnámi: hữu; mongol: сансар, sansar) 11. a létesülés okozza a születést (páli, szanszkrit: jāti; 生 kínai: shēng; japán: shō; vietnámi: sinh; mongol: төрөхүй, töröhui ) 12. a születés vezet az öregedéshez és a halálhoz (páli, szanszkrit: jarāmaraṇa; 老死 kínai: láosǐ; japán: rōshi; vietnámi: lão tử; mongol: өтлөх үхэхүй, ötlöh uhehui) | - páli: paṭicca-samuppāda - szanszkrit: pratitya-samutpāda                                                                                  | - burmai: ပဋိစ္စသမုပ္ပါဒ် (padeissa thamopad pədeɪʔsa̰ θəmoʊʔpaʔ) - tibeti: རྟེན་ཅིང་འབྲེལ་བར་འབྱུང་བ་ rten cing `brel bar `byung ba - mongol: шүтэн барилдлага, shuten barildlaga - 緣起 (úgy tartják, hogy a 因緣生起 rövidítése), 縁起 - kínai: yuánqǐ - japán: engi - vietnámi: duyên khởi - Also called 因緣, 因縁 - kínai: yīnyuán - japán: innen - vietnámi: nhân duyên |
| Pratjéka-Buddha/Paccséka-Buddha – szó szerint: "egyedülálló Buddha", aki saját magától éri el a megvilágosodást. | - páli: paccekabuddha - szanszkrit: pratyekabuddha                                                                                          | - burmai: ပစ္စေကဗုဒ္ဓါ (pyiseka boddha pjɪʔsèka̰ boʊʔdà) - 辟支佛 - kínai: Bìzhī Fó - japán: Hyakushibutsu - vietnámi: Bích-chi Phật |
| purisza – A gyakorló buddhista közösség egésze – a szangha és a világi gyakorlók. | | |

| Tartalomjegyzék                                                 |
| --------------------------------------------------------------- |
| Elejére 0–9 A B C D E F G H I J K L M N O P Q R S T U V W X Y Z |

## R
| Meghatározás | Etimológia                        | Más nyelveken |
| --- | --------------------------------- | --- |
| Rámutató tanítás – A tudat természetébe való közvetlen beavatás a mahámudrá és a dzogcsen hagyományvonalakban. A gyökér guru az a mester, aki a beavatást adja a tanítvány részére. | - tibeti: ངོ་སྤྲོད་ ngo-szprod        | |
| Ratnaszambhava | - szanszkrit: Ratnasambhava       | - tibeti: རིན་ཆེན་འབྱུང་གནས Rincsen dzsung ne - mongol: ᠡᠷᠳᠡᠨᠢ ᠭᠠᠷᠬᠣ ᠢᠢᠨ ᠣᠷᠣᠨ᠂ ᠲᠡᠭᠦᠰ ᠡᠷᠳᠡᠨᠢ; Эрдэнэ гарахын орон, Төгс Эрдэнэ; Erdeni garkhu yin oron, Tegüs Erdeni - 寶生佛, 宝生如来 - japán: hósó njorai |
| Rigpa – Az a tudás a dolgok való természetének megértése után. | - tibeti: རིག་པ (rig pa)           | - szanszkrit: विद्या (vidjá) |
| rinpocse – szó szerint: "az értékes". Tiszteletre méltó tibeti lámáknak járó elismerő cím.                                                                                          | - tibeti: རིན་པོ་ཆེ་, rin-po-cse     | - mongol: римбүчий, rimbucsii - 仁波切 - kínai: rénbōqiē - japán: リンポチェ rinpoche - vietnámi: ?? |
| Rinzai – Zen szekta, amely kihangsúlyozza a kóan tanulmányokat. Az alapító a kínai Linji mester volt.                                                                               | - japán: 臨済宗 rinzai-sú         | - 臨濟宗 - kínai: Línjì-zōng - vietnámi: Lâm Tế tông |
| Rohacu – Buddha megvilágosodásának tiszteletet állító hagyományos ünnepnap. Vagy december 8-án, vagy a holdnaptár 12. hónapjának 8. napján.                                         | - japán: 臘八 róhacu vagy rohacsi | |
| rósi – szó szerint: "mester" – zen mesterek tiszteletre méltó címe a tinzai és az obaku szektákban.                                                                                 | - japán: 老師 rósi                | - 禅師 - kínai: '’csan si (szó szerint: öreg mester) |

| Tartalomjegyzék                                                 |
| --------------------------------------------------------------- |
| Elejére 0–9 A B C D E F G H I J K L M N O P Q R S T U V W X Y Z |

## S
| Meghatározás | Etimológia                                                | Más nyelveken |
| --- | --------------------------------------------------------- | --- |
| szaccsa – Igazság | - szanszkrit: szatja                                      | - burmai: သစ္စာ (thissza) - mon: သစ္စ (sɔtcɛʔ) - shan: သဵတ်ႈၸႃႇ (sʰet˧ tsaː˨) - thai: สัจจะ sadja - 真 - kínai: csen - japán: sin - vietnámi: |
| számanera/srámanera – Papnövendék fiú, aki egy éven át, vagy 20 éves korig marad növendék – ezután lehet belőle bhikkhu (szerzetes).                                                              | - szanszkrit: srámanera                                   | - burmai: (ရှင်)သာမဏေ ((sin) thamane (ʃɪ̀ɴ) θàmənè) - Mon: သာမ္မဏဳ ([samənɔe]) - shan: သႃႇမၼေႇ (sʰaː˨ mne˨) - thai: สามเณร sama-naen - 沙彌 - kínai: sa-mi - japán: sami - vietnámi: ??                                                                     |
| szamatha – Nyugodtság meditáció, amely különbözik a vipasszaná meditációtól | - páli: szamatha - szanszkrit: samatha                    | - burmai: သမထ thamahta θəmətʰa̰ - thai: สมถะ szamatha - 舍摩他 - kínai: se-mo-ta - japán: ?? - vietnámi: ?? |
| szamszára – A buddhizmusban a szamszára a folyamatosan ismétlődő születések és halálok sorozata, amely a közönséges lények énhez és tapasztaláshoz való ragaszkodásából és berögzüléseiből fakad. | - páli, szanszkrit: szamszára                             | - burmai: သံသရာ (thanthaja θàɴðəjà) - thai: สังสารวัฏ szung-szara-vat - tib: འཁོར་བ khor ba - burmai: သံသရာ - mongol: орчлон, orchlon - 輪迴, 輪廻 - kínai: lun-huj - japán: rinne - vietnámi: luân hồi                                                |
| szamu – A zen gyakorlatok során végzett munkavégzés. | - japán: 作務 samu                                        | - 作務 - kínai: cuo-vu - vietnámi: ?? |
| szamvriti – A konvencionális igazság, amely nem abszolút vagy egyetemes (paramártha) | - szanszkrit: saṃvriti                                    | - burmai: သမ္မုတိ (thamudi θəmṵdḭ) - thai: สมมุติ sommoot - 俗諦 - japán: zokutai |
| szangha – A buddhista szerzetesek és apácák közössége. Tanítók és tanítványok. | - szanszkrit: saṅgha                                      | - burmai: သံဃာ (thangha θàɴɡà) - mon: သဳလ (sɛŋ) - shan: သၢင်ႇၶႃႇ (sʰaːŋ˨ kʰaː˨) - thai: สงฆ์ szong - tibeti: ཚོགས་ཀ་མཆོག tsog gyu chog - mongol: хуврагийн чуулган, khuvragiin chuulgan - 僧團 - kínai: szeng tuan - japán: só, sórjó - vietnámi: tăng già |
| Szánlun – A mádhjamaka iskola alapjaira támaszkodó buddhista filozófiai iskola. | - kínai: 三論 sānlùn                                      | - 三論宗 - kínai: Szan-lun-cung - japán: Szanron-sú - vietnámi: Tam luận tông |
| szanzen A zen buddhizmus több iskolájában szokásos hivatalos meghallgatás – hasonlatos a dokuszan-hoz.                                                                                            | - japán                                                   | |
| szatori – Megvilágosodás, megértés (japán). | - japán: 悟り szatori                                     | - 悟 - kínai: vu - vietnámi: ngộ |
| szajadav – Burmai meditációs mester. | - burmai: ဆရာတော် (szajadav sʰəjàdɔ̀)                          | |
| seicsu – A zen buddhista naptár egyik tartós, formális szerzetesi képzési időszaka, amelynek jellegzetes részei az egy hetes Daiszessin és a szanzen.                                             | - japán: 制中 seicsu                                      | |
| szessin – Zen elvonulási gyakorlat, amely alkalmával a gyakorlók napokig együtt meditálnak, esznek és dolgoznak.                                                                                  | - japán: 接心, 摂心                                       | - 佛七 - kínai: '’fo-csi - 坐臘/坐腊 - kínai: cuo-la |
| sikantaza – Az ülésen való koncentráció gyakorlata a japán zen buddhizmus szótó iskolájában. | - japán: 只管打座                                         | - 默照 - kínai: mo-csao |
| súnjata – Üresség. Lásd még: Nágárdzsuna | - páli: suññatā - szanszkrit: śūnyatā                     | - burmai: သုည (' θòʊɴɲa̰) - shan: သုင်ႇၺႃႉ (sʰuŋ˨ ɲaː˥) - tib: stong pa nyid - mongol: хоосон чанар, khooson chanar - 空 - kínai: kung - japán: kú - vietnámi: tính Không                                                                              |
| Szikhí Buddha – A tudás Buddhája. | - páli: Sikhī Buddha - szanszkrit: Śikhīn Buddha          | - japán: Siki Bucu |
| síla – "Morál", "moralitás", "etika": előírás | - páli: sīla - szanszkrit: śīla                           | - burmai: သီလ (thila θìla̰) - mon: သဳ}} sɔelaʔ\|}}) - shan: သီႇလႃႉ (sʰi˨ laː˥) - thai: ศีล seen - 尸羅,戒 - kínai: csie - japán: kai - vietnámi: giới - mongol: шагшаабад, shagshaabad                                                                  |
| szótó A japán zen buddhizmus egyik iskolája, amelynek fő gyakorlata a sikantaza. Lásd még: Dógen                                                                                                  | - japán: 曹洞宗 Sōtō-shū                                  | - 曹洞宗 - kínai: Cao-tung-cung - vietnámi: Tào Động tông |
| tárház-tudat – Az alap tudat (álaja-vidzsnjána), amelyet a jógácsára buddhizmus tanába tartozik.                                                                                                  | - páli, szanszkrit: ālayavijñāna                          | - 阿頼耶識 - kínai: aje-si - japán: arajasiki - vietnámi: a-lại-da thức |
| szukha – Elégedett boldogság, öröm. | - páli: sukha - szanszkrit: sukha                         | - burmai: ?? - mon: ?? - mongol: ?? - 樂 - kínai: lè - japán: ?? - vietnámi: ?? |
| szútra – Írás, amely eredetileg rövid, aforizmás mondások gyűjteménye volt. | - a √siv szóból: varrni - szanszkrit: sutra - páli: sutta | - burmai: သုတ် (thoht θoʊʔ) - mon: သုတ် (sɔt) - mon: သုၵ်ႈ (sʰuk˧) - thai: สูตร soothe - mongol: судар, sudar - 經, 経 - kínai: csing - japán: kjó - vietnámi: kinh                                                                                     |
| Szutta-pitaka – Buddha tanításait tartalmazó Tipitaka, hármas kosár, második része. | - páli: Sutta-piṭaka - szanszkrit: Sūtra-piṭaka           | - burmai: သုတ် (thoht θoʊʔ) - Mon: သုတ် (sɔt) - Mon: သုၵ်ႈ (sʰuk˧) - mongol: Судрын аймаг Sudriin aimag - 經藏, 経蔵 - kínai: csing-cang - japán: kjózó - vietnámi: Kinh tạng                                                                          |

| Tartalomjegyzék                                                 |
| --------------------------------------------------------------- |
| Elejére 0–9 A B C D E F G H I J K L M N O P Q R S T U V W X Y Z |

## T
| Meghatározás | Etimológia                                   | Más nyelveken |
| --- | -------------------------------------------- | --- |
| tangarjó – A zen kolostorokba való belépés előtti várakozás a kapuban, amely egy naptól hetekig is eltarthat. | - japán: 旦過寮                              | |
| tanhá – Sóvárgás vagy vágy. | - páli: taṇhā - szanszkrit: tṛṣṇā            | - burmai: တဏှာ (tahna tən̥à) - thai: ตัณหา tunha - mongol: хурьцахуй, khuritsahui - 愛 - kínai: ài - japán: ai - Kr: 애 ae - vietnámi: ái                                                                                   |
| Tanto A zen buddhizmusban a templom egyik legfőbb vezetője. A két tiszt egyike. | - japán:単頭                                 | |
| tantra – Ezoterikus vallásos gyakorlatok, amelybe bele tartozik a jóga, mantra, stb. Lásd még: vadzsrajána. | - szanszkrit: tantra                         | - mongol: тарнийн ёс, дандар, tarniin yos, dandar - 續部,怛特羅 - kínai: dátèluó - japán: ?? - vietnámi: đát-đặc-la |
| Tathágata – Buddha tíz tanítványa közül az egyik. | - szanszkrit: tathāgata; The "Thus-Gone One" | - burmai: တထာဂတ (tahtagata ta̰tʰàɡəta̰) - thai: ตถาคต tatha-kohd - mongol: түүнчлэн ирсэн, tuunchlen irsen - 如来 - kínai: rúlái - japán: nyorai - vietnámi: như lai                                                       |
| tathágata-garbha – Buddha-természet avagy a megvilágosodás magja. | - szanszkrit: tathāgatagarbha                | - 佛性, 仏性 - kínai: fóxìng - japán: busshō - Also 覚性 - kínai: juéxìng - japán: kakushō - vietnámi: giác tính - illetve: 如来藏, 如来蔵 - kínai: rúláizàng - japán: nyuoraizō - vietnámi: như lai tạng               |
| teisó – Egy zen mester bemutatója a szessin időszakában. | - japán: 提唱 teishō                         | |
| tenzo – Zen szakácsa a szessin időszakában. A zen templomokban a konyhával megbízott tiszt. | - japán: 典座 tenzo                          | - 典座 - kínai: diǎnzuò - vietnámi: điển toạ |
| théraváda – szó szerint: "az idősebbek szavai". A buddhizmus legnépszerűbb formája Délkelet-Ázsiában és Srí Lankán. | - páli: theravāda - szanszkrit: sthaviravāda | - burmai: ထေရဝါဒ (hterawada tʰèɹa̰wàda̰ vagy tʰèja̰wàda̰) - thai: เถรวาท tera-waad - 上座部 - kínai: shàngzuòbù - japán: jōzabu - vietnámi: Thượng toạ bộ                                                                     |
| théra vagy théri – szó szerint: "idősebb". Szerzetesek és apácák megtisztelő címe a théraváda hagyományban. | - páli: thera                                | - burmai: ထေရ (htera tʰèɹa̰) |
| tientaj/tendai – Kínai mahájána iskola, amelyben a Lótusz szútra kiemelt szerepet kapott. | - kínai: 天台 tiāntái                        | - 天台宗 - kínai: tiāntái zōng - japán: tendai-shū - vietnámi: Thiên Thai tông |
| Tiszta Föld buddhizmus – A mahájána buddhizmus egyik jelentős iskolája, főként Kelet-Ázsiában. A Tiszta Föld buddhizmusban a cél újjászületni Amitábha Buddha nyugati paradicsomában (szukhávatí). |                                              | - 净土宗(Ch), 浄土教(Jp) - kínai: Jìngtǔ-zōng - japán: Jōdo-kyo - koreai: Jeongtojong - vietnámi: Tịnh độ tông |
| trailokja – A világ három régiója: 1. Kámaloka vagy Kamadhatu: érzéki vágyak világa (szanszkrit, páli: kāmaloka, kāmadhātu; tibeti: འདོད་ཁམས་ `dod khams; mongol: амармагийн орон, amarmagiin oron; 欲界 kínai: yùjiè, japán: yokkai vietnámi: dục giới) 2. Rúpaloka vagy Rúpadhatu: forma világa (szanszkrit: rūpaloka, rūpadhātu; tibeti: གཟུགས་ཁམས་ gzugs khams; mongol: дүрстийн орон, durstiin oron; 色界 kínai: sèjiè; japán: shikikai , vietnámi: sắc giới) 3. Arúpaloka vagy Arupadhatu: forma nélküli világ (szanszkrit: arūpaloka, arūpadhātu; tibeti: གཟུགས་མེད་ཁམས་ gzugs med khams; mongol: дүрсгүйн орон, dursquin oron; 無色界 kínai: wú sèjiè, japán: mushikikai vietnámi: vô sắc giới)                                | - szanszkrit: triloka                        | - páli: tisso dhātuyo - tibeti: ཁམས་གསུམ་ khams gsum - mongol: гурван орон, gurvan oron - 三界 - kínai: sānjiè - japán: sangai - vietnámi: tam giới                                                                      |
| trikája – Buddha három "teste": - Dharma-kája (szanszkrit: dharmakāya; 法身 kínai: fǎshēn; japán: hosshin; vietnámi: pháp thân) - Szambhoga-kája (szanszkrit: saṃbhogakāya; 報身 kínai: bàoshēn; japán: hōshin; vietnámi: báo thân) - Nirmána-kája (szanszkrit: nirmāṇakāya; 應身,化身,応身 kínai: yìngshēn; japán: ōjin; vietnámi: ứng thân) | - szanszkrit: trikāya                        | - 三身 - kínai: sānshēn - japán: sanjin - vietnámi: tam thân |
| Tripitaka – A "három kosár" – buddhista szövegeket tartalmazó kánon (páli) - Vinaja-pitaka (páli, szanszkrit: Vinaya-piṭaka; tibeti: འདུལ་བའི་སྡེ་སྣོད་ `dul ba`i sde snod; mongol: винайн аймаг сав vinain aimag sav; 律藏, 律蔵 kínai: lǜzàng; japán: Ritsuzō; vietnámi: Luật tạng) - Szutta-pitaka (páli: Sutta-piṭaka; szanszkrit: Sūtra-piṭaka; tib: མདོ་སྡེའི་སྡེ་སྣོད་ mdo sde`i sde snod; mongol: судрын аймаг сав sudriin aimag sav; 經藏, 経蔵 kínai: jīngzàng; japán: Kyōzō; vietnámi: Kinh tạng) - Abhidhamma-pitaka (páli: Abhidhamma-piṭaka; szanszkrit: Abhidharma-piṭaka; tib: མངོན་པའི་སྡེ་སྣོད་ mngon pa`i sde snod; mongol: авидармын аймаг сав avidarmiin aimag sav; 論藏, 論蔵 kínai: lùnzàng; japán: Ronzō; vietnámi: Luận tạng) | - páli: tipiṭaka - szanszkrit: tripiṭaka     | - burmai: တိပိဋက (Tipitaka tḭpḭtəka̰) - thai: ไตรปิฎก Traipidok - སྡེ་སྣོད་་གསུམ, sde snod gsum - mongol: гурван аймаг сав, gurvan aimag sav - 三藏, 三蔵 - kínai: Sānzàng - japán: Sanzō - koreai: Samjang - vietnámi: Tam tạng |
| Triratna/Tiratana – Lásd: Három drágaság | - páli: tiratana - szanszkrit: triratna      | - tibeti: དཀོན་མཆོག་གསུམ, dkon mchog gsum - mongol: гурван эрдэнэ, gurvan erdene |
| trsna – Lásd: tanhá |                                              | |
| tulku – Újjászületett tibeti tanító | - tibeti: སྤྲུལ་སྐུ་ tulku                        | - mongol: хувилгаан, khuvilgaan - 再來人 (轉世再來的藏系師長) - kínai: Zài lái rén - japán: keshin - vietnámi: hoá thân                                                                                                 |

| Tartalomjegyzék                                                 |
| --------------------------------------------------------------- |
| Elejére 0–9 A B C D E F G H I J K L M N O P Q R S T U V W X Y Z |

## U
| Meghatározás | Etimológia                                  | Más nyelveken |
| --- | ------------------------------------------- | --- |
| upádána – Ragaszkodás, a pratítja-szamutpáda 12 oksági láncszeme közül a kilencedik. | - páli, szanszkrit: upādāna                 | - burmai: ဥပါဒါန် (upadan ṵpàdàɴ) - shan: ဢူႉပႃႇတၢၼ်ႇ (ʔu˥ paː˨ taːn˨) - thai: อุปาทาน u-pa-taan - tibeti: ལེན་པ, len pa - mongol: авахуй, avahui - 取(十二因緣第九支) - kínai: qǔ - japán: shu - vietnámi: thủ |
| Upaddzshaja – Spirituális tanító Indiában és Nepálban. | - páli: Upajjhaya - szanszkrit: upādhyāy    | - burmai: ဥပဇ္ဇာယ်ဆရာ (Upyizesaya ṵ pjɪʔzèsʰajà) |
| upászaka – A buddhizmus világi gyakorlója (férfi). | - szanszkrit: upāsaka                       | - burmai: ဥပါသကာ (upathaka ṵpàθəkà) - Mon: ဥပါသကာ (ʊʔpasəka) - thai: อุบาสก u-ba-sok - 近事男, 優婆塞 - kínai: jìnshìnán - japán: ubasoku - vietnámi: cận sự nam                                         |
| upásziká – A buddhizmus világi gyakorlója (nő). | - az upászaka szóból - szanszkrit: upāsika  | - burmai: ဥပါသိကာ (upathika ṵpàθḭkà) - thai: อุบาสิกา u-ba-sika - 近事女, 優婆夷 - kínai: jìnshìnǚ - japán: ubai - vietnámi: cận sự nữ                                                                   |
| upaja – Célszerűség, azonban nem feltétlenül legvégső igazság. Eredetileg más iskolák lekicsinylő jelzőjeként használták, amelyekből hiányzott az egyetemes igazság. Később a saját iskoláikra is használták, hogy a gyakorlók ne kötődjenek a saját tanaikhoz. | - szanszkrit: upāya                         | - burmai: ဥပါယ် (upe ṵ pè) - tibeti: ཐབས, thabs - mongol: арга, arga - 方便 - kínai: fāngbiàn - japán: hōben - vietnámi: phương tiện                                                                  |
| upekkhá – Egykedvűség | - páli: upekkhā - szanszkrit: upekṣā        | - burmai: ဥပက္ခာ (upyikkha ṵpjɪʔkʰà) - thai: อุเบกขา u-bek-kha - tibeti: བཏང་སྙོམས་, btang snyoms - mongol: тэгшид барихуй, tegshid barihui - 镇定，沉着, 捨 - kínai: Zhèndìng, chénzhuó - japán: sha    |
| úrná – A szemöldökök közötti szőrbodor. | - szanszkrit: urna                          | - mongol: билгийн мэлмий, bilgiin melmii - 白毫 - japán: byakugō |
| újjászületés – A tudat folytonossága halál után, majd összekapcsolódása egy új formával. | - páli: punabbhava - szanszkrit: punarbhava | - 輪廻 - kínai: lunhui - japán: rinne - vietnámi: luân hồi |

| Tartalomjegyzék                                                 |
| --------------------------------------------------------------- |
| Elejére 0–9 A B C D E F G H I J K L M N O P Q R S T U V W X Y Z |

## V
| Meghatározás | Etimológia                                                                              | Más nyelveken |
| --- | --------------------------------------------------------------------------------------- | --- |
| vadzsrajána – A hínajána és mahájána mellett a buddhizmus harmadik legnépszerűbb irányzata.                                                                         | - szanszkrit: vajrayāna, lit. "diamond vehicle"                                         | - burmai: ဝဇိရယာန (wazeirayana wəzeiɹa̰ jàna̰) - thai: วชิรญาณ wachira-yaan - mongol: Очирт хөлгөн, ochirt khölgön - 金剛乘 - kínai: Jīngāng shèng - japán: Kongō jō - vietnámi: Kim cương thừa |
| Vairócsana, | - szanszkrit: वैरोचन                                                                      | - tibeti: རྣམ་པར་སྣང་མཛད། rNam-par-snang mdzad - mongol: ᠪᠢᠷᠦᠵᠠᠨ ᠠ᠂ ᠮᠠᠰᠢᠳᠠ ᠋᠋ᠭᠡᠢᠢᠭᠦᠯᠦᠨ ᠵᠣᠬᠢᠶᠠᠭᠴᠢ᠂ ᠭᠡᠭᠡᠭᠡᠨ ᠭᠡᠷᠡᠯᠲᠦ; Бярузана, Машид Гийгүүлэн Зохиогч, Гэгээн Гэрэлт; Biruzana, Masida Geyigülün Zohiyaghci, Gegegen Gereltü - 毗盧遮那佛, 大日如來 - kínai: Pílúzhēnàfó - japán: Dainichi Nyorai, Birushana-butsu |
| Vászaná – Karmikus hatások. | - páli és szanszkrit: Vāsanā                                                            | - burmai: ဝါသနာ (wathana wàðanà) - 習気 - japán: jikke |
| Vinaja-pitaka – A Tipitaka kánon egyik része, amely a szerzetesek életének szabályait tartalmazza.                                                                  | - páli, szanszkrit: vinaya-piṭaka, szó szerint: "magaviselet kosár"                     | - burmai: ဝိနည်းပိဋကတ် (wini pitakat wḭní pḭdəɡaʔ) - Mon: ဝိနဲź (wìʔnòa) - shan: ဝီႉၼႄး (wi˥˩ ɛ˦) - thai: วินัย wi-nai - tib: འདུལ་བའི་སྡེ་སྣོད་ dul-bai sde-snod - mongol: Винайн аймаг сав, vinain aimag sav - 律藏 - kínai: Lǜzàng - japán: Ritsuzō - vietnámi: Luật tạng                                                     |
| vipasszaná – "belátás" meditáció – leginkább a théraváda irányzatra jellemző, de jelen van például a tientaj szektában is. Gyakran ötvözik a szamatha meditációval. | - a vi-√dṛś szóból: megkülönböztet - páli: vipassanā - szanszkrit: vipaśyanā, vidarśanā | - burmai: ဝိပဿနာ (wipathana wḭpaʔθanà) - shan: ဝီႉပၢတ်ႈသၼႃႇ (wi˥ paːt˧ sʰa˩ naː˨) - thai: วิปัสสนา wipadsana - tibeti: ལྷག་མཐོངlhag mthong - mongol: үлэмж үзэл, ulemj uzel - 觀,観 - kínai: guān - japán: kan - vietnámi: quán                                                                                            |
| vírja – Energia, lelkes kitartás, tetterő, állhatatosság | - a szóból - páli: viriya - szanszkrit: vīrya,                                          | - tibeti: brtson-grus - thai: วิริยะ wiriya - 能量 - kínai: néngliàng - japán: nōryō - vietnámi: năng-lượng |

| Tartalomjegyzék                                                 |
| --------------------------------------------------------------- |
| Elejére 0–9 A B C D E F G H I J K L M N O P Q R S T U V W X Y Z |

## Z
| Meghatározás                                                             | Etimológia            | Más nyelveken                                                   |
| ------------------------------------------------------------------------ | --------------------- | --------------------------------------------------------------- |
| zazen – A zen buddhizmus ülő meditációja.                                | - japán: 坐禅         | - 坐禪 - kínai: zuòchán - koreai: jwaseon - vietnámi: toạ thiền |
| Zen buddhizmus – A mahájána egyik irányzata, amely Kínából ered.         | - japán: 禅宗 Zen-shu | - 禪宗 - kínai: Chánzōng - vietnámi: Thiền tông                 |
| zendo – A zen buddhizmusban az a terem, ahol a zazen gyakorlatot végzik. | - japán: 禅堂         | - 禪堂 - kínai: chántáng - vietnámi: thiền đường                |

| Tartalomjegyzék                                                 |
| --------------------------------------------------------------- |
| Elejére 0–9 A B C D E F G H I J K L M N O P Q R S T U V W X Y Z |